# Madison Parker
Madison Parker (Budapest, 21 de junio de 1989) es una actriz pornográfica húngara.

## Biografía
En 2007, entró a la industria del porno a los 18 años y ha aparecido en cerca de 350 películas.

## Premios y nominaciones
- 2009 Hot D'Or - Mejor actriz joven europea (nominada)
- 2010 Premio AVN - Artista femenina extranjera del año (nominada)
- 2010 Premio AVN - Mejor escena de sexo en grupo (nominada)
- 2011 Premios AVN - Mejor escena de sexo anal (nominada)